# Строганов Ігор Іванович
Ігор Іванович Строганов (27 серпня 1943, місто Нев'янськ Свердловської області, тепер Російська Федерація — 17 листопада 1991, місто Єкатеринбург, Російська Федерація) — радянський діяч, генеральний директор виробничого об'єднання «Уралмаш». Член ЦК КПРС у 1990—1991 роках.

## Життєпис
У 1961 році закінчив Нев'янський механічний технікум Свердловської області, здобув кваліфікацію радіотехніка.
У 1961—1962 роках — слюсар, технік-технолог Єгоршинського радіозаводу Свердловської області.
У 1962—1963 роках — інструктор Артемовського районного комітету ВЛКСМ Свердловської області. У 1963 році — голова Артемовської міської спортивної спілки Свердловської області.
З 1963 по 1966 рік служив у Радянській армії.
З 1966 року — інженер-технолог Нев'янського механічного заводу Свердловської області.
У 1972 році закінчив Свердловський гірничий інститут імені Вахрушева, з присвоєнням кваліфікації «гірничий інженер-механік».
У 1972—1979 роках — майстер, старший майстер, начальник дільниці Уральського заводу важкого машинобудування імені Серго Орджонікідзе («Уралмашзавод») у місті Свердловську.
Член КПРС з 1974 року.
У 1979—1981 роках — начальник цеху, заступник секретаря партійного комітету «Уралмашзаводу» в місті Свердловську.
У 1981—1983 роках — 2-й секретар Орджонікідзевського районного комітету КПРС міста Свердловська.
У 1983—1985 роках — секретар партійного комітету «Уралмашзаводу».
У 1985 — 17 листопада 1991 року — генеральний директор виробничого об'єднання «Уралмаш» у місті Свердловську (Єкатеринбурзі).
Раптово помер 17 листопада 1991 року в Єкатеринбурзі. Похований на Північному цвинтарі Єкатеринбурга.

## Нагороди і звання
- орден «Знак Пошани»
- медалі
- Почесне звання «Заслужений машинобудівник РРФСР»
- Нагрудний знак «Відміннику охорони здоров'я РРФСР»
- Премія Ради Міністрів СРСР (1987) — за розробку технології, створення та впровадження в енергетичному машинобудуванні гами унікальних трубозгинальних станів для виробництва обладнання атомних та теплових електростанцій